# Maksim Hudyakov
Maksim Andreevich Hudyakov em russo:Максим Андреевич Худяков;(Moscou, 10 de maio de 1989) é um jogador de vôlei de praia.

## Carreira
Em 2011 disputou com Alexey Pastukhov o Campeonato Europeu de Vôlei de Praia Sub-23 sediado em Porto finalizando na quarta posição, estreou no Circuito Mundial de Vôlei de Praia ao lado de Evgeniy Romashkin até início da edição de 2012, quando atuou ao lado de Dmitri Barsouk, mais tarde competiu com Yury Bogatov até 2015, finalizando esta temporada com Ruslan Bykanov, retomando a dupla com Bogatov em 2016.
Com Ruslan Bykanov disputaram  juntos novamente no ano de 2017 e no ano seguinte participaram nas etapas do Circuito Europeu de Vôlei na Neve, sagrando-se vice-campeões em Roccaraso,Uludağ e Kranjska Gora, além do  título em Bakuriani, ainda competiram no Campeonato Europeu de Vôlei na Neve de 2018 terminando na quinta posição.
No Circuito Mundial de 2018 terminou na terceira posição no Aberto de Aidim e o título em Alanya, categoria uma estrela, já na categoria duas estrelas ambos foram campeões no Aberto de Agadir, categoria duas estrelas. No Circuito Mundial de 2019 conquistou o titulo do Aberto de Pinarella Di Cervia, categoria uma estrela.

## Títulos e resultados
- Torneio 2* do Aberto de Agadir do Circuito Mundial de Vôlei de Praia:2018

- Torneio 1* do Aberto de Pinarella Di Cervia do Circuito Mundial de Vôlei de Praia:2019
- Torneio 1* do Aberto de Alanya do Circuito Mundial de Vôlei de Praia:2018
- Torneio 1* do Aberto de Aidim do Circuito Mundial de Vôlei de Praia:2018
- Torneio 4* do Aberto de Moscou do Circuito Mundial de Vôlei de Praia:2018
- Etapa de Bakuriani do Circuito Europeu de Vôlei na Neve:2018
- Etapa de Uludağ do Circuito Europeu de Vôlei na Neve:2018
- Etapa de Roccaraso do Circuito Europeu de Vôlei na Neve:2018
- Etapa de Kranjska Gorado Circuito Europeu de Vôlei na Neve:2018